# Náměstí T. G. Masaryka (Třinec)
Náměstí T. G. Masaryka je veřejné prostranství, jež společně s přilehlým náměstím Svobody tvoří centrum statutárního města Třinec v Moravskoslezském kraji.

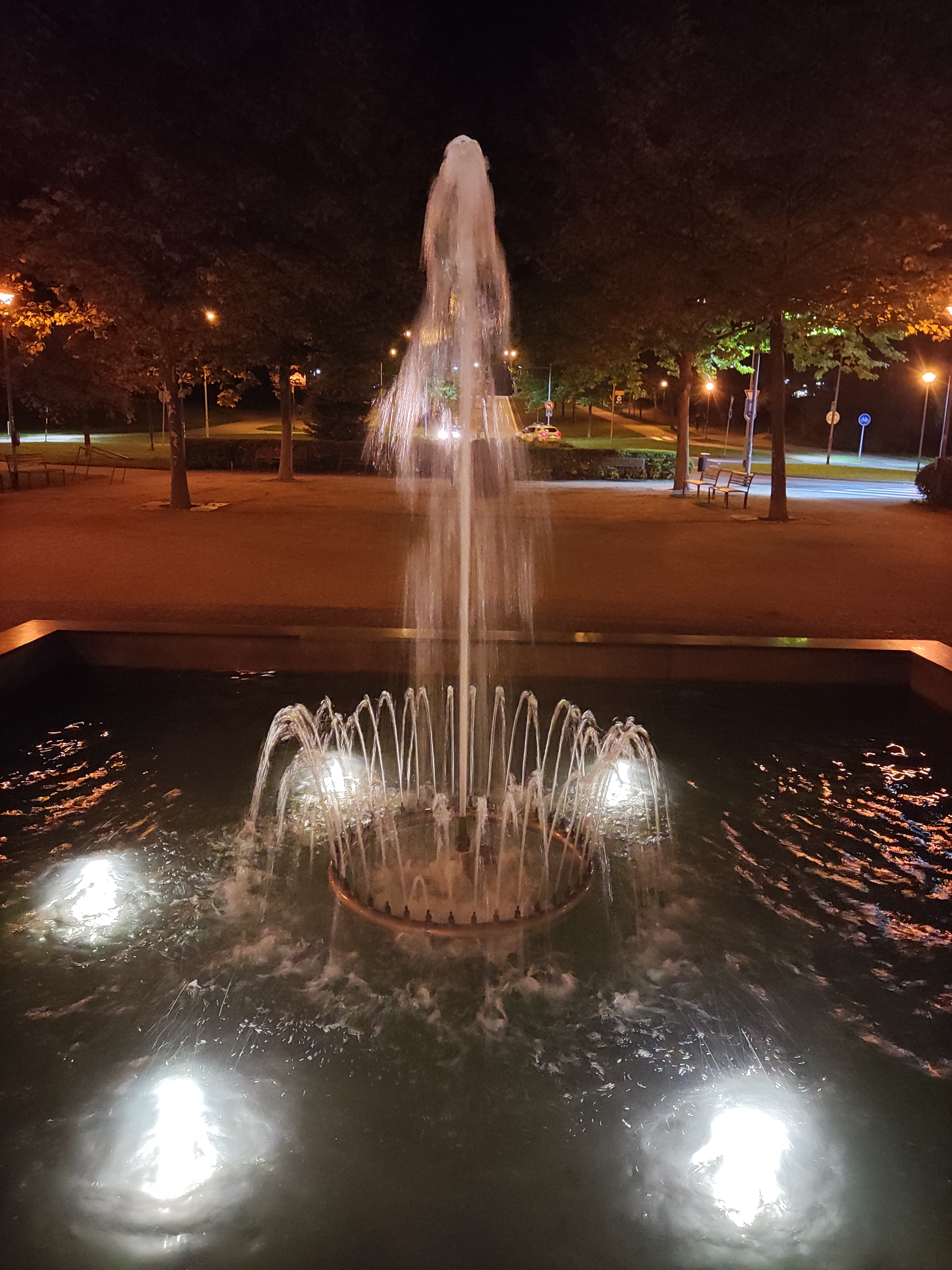
Fontány na náměstí

## Historie
Do roku 1989 neslo náměstí název (náměstí Lidových milicí). Po pádu komunistického režimu bylo přejmenováno.
V letech 2005 až 2006 bylo prostranství náměstí kompletně zrekonstruováno, zeleň byla upravena a vytvořeny byly i nové odpočinkové zóny.

## Významné objekty

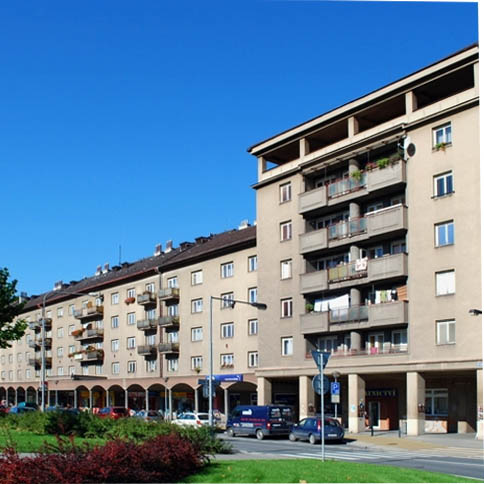
Bytové domy na náměstí

Na náměstí se nachází mnoho domů z 20. století, které mají většinou 3–4 patra. V přízemí se nachází obchody a restaurace, v 1. až 4. patře se nachází byty.
Ve střední části náměstí se nachází fontány a stromy, které s přilehlým dlážděným prostranstvím tvoří park. Dále se zde nachází pobočka České pošty.
Na náměstí se také nachází socha od českého umělce Rudolfa Štafy, která zdobí kruhový objezd.
V blízkosti náměstí se nachází železniční zastávka Třinec centrum.

## Události
V roce 2017 se na náměstí konaly závody ve skoku o tyči v rámci Mistrovství České republiky v atletice.